# Panda (planta)
Panda es un género monotípico perteneciente a la familia de las Pandaceae con una especie, Panda oleosa, de plantas nativas de África y Malasia.

## Descripción
Es un árbol dioico que alcanza un tamaño de 10-20 (-35) m de altura; con un diámetro de 0.4-1 m y 2 m de grosor, el tronco liso 8 m, irregular, con la base algo estriada, a veces con contrafuertes de 1 m de altura, copa densa estrecha, de hoja perenne, inflorescencias axilares.

## Ecología
Se encuentra en el bosque primario, a veces en el estacionalmente inundado bosque ribereño, árbol de hoja perenne o caduca, del sotobosque es común a una altitud de 1-400 metros. (Mt. Camerún).

## Taxonomía
Panda oleosa fue descrita por  Jean Baptiste Louis Pierre y publicado en Bulletin Mensuel de la Société Linnéenne de Paris 2: 1255. 1896.
Sinonimia
- Porphyranthus zenkeri Engl., Bot. Jahrb. Syst. 26: 367 (1899).
- Sorindeia rubiflora Engl., Bot. Jahrb. Syst. 46: 338 (1911).[4]